# ジアミノピメリン酸デヒドロゲナーゼ
ジアミノピメリン酸デヒドロゲナーゼ(diaminopimelate dehydrogenase)は、リシン生合成酵素の一つで、次の化学反応を触媒する酸化還元酵素である。
反応式の通り、この酵素の基質はmeso-2,6-ジアミノピメリン酸とH2OとNADP+、生成物はL-2-アミノ-6-オキソピメリン酸とNH3とNADPHとH+である。
組織名はmeso-2,6-diaminoheptanedioate:NADP+ oxidoreductase (deaminating)で、別名にmeso-α,epsilon-diaminopimelate dehydrogenase, meso-diaminopimelate dehydrogenaseがある。